# Gagarin
Gagarin (rus. Гага́рин) je grad u Smolenskoj oblasti (Središnji savezni okrug, Rusija). Nalazi se na obalama rijeke Gžat, na 55°33′N 34°59′E / 55.550°N 34.983°E, u južnom dijelu Gžatsko-Vazuzske nizine. Od Smolenska je udaljen 239 km. 
Broj stanovnika: 30.200 (2001.)
Površina: 11,5 km²

### Povijest
Osnovan je 1718. kao Gžatsk (ruski: Гжатск). Gradski status stječe 1776. 1968. godine je preimenovan u "Gagarin", u čast svog tragično poginulog najslavnijeg stanovnika Jurija Gagarina), koji je te godine preminuo.
Vremenska zona: Moskovsko vrijeme

## Poznati starosjedioci
- Nikolaj Noskov

## Gradovi prijatelji
- Ratingen, Njemačka
- Možajsk, Rusija
- Barysaŭ, Bjelorusija
- Krupki, Bjelorusija